# Sondervermögen (Haushaltsrecht)
Ein Sondervermögen (volkswirtschaftlich Extrahaushalt) ist im deutschen Haushaltsrecht ein wirtschaftlich verselbständigter Nebenhaushalt („Schattenhaushalt“), der ausschließlich zur Erfüllung einzelner begrenzter Aufgaben des Bundes in einer besonderen Situation bestimmt ist und deshalb von dem sonstigen Bundesvermögen getrennt zu verwalten ist.
Im Unterschied zum Bundeshaushalt, der sämtliche Einnahmen und Ausgaben des Bundes darstellt (allgemeine Haushaltsfinanzierung aller Ressorts), sind die Ausgaben des Sondervermögens streng zweckgebunden. Zur Deckung der Ausgaben eines Sondervermögens kann der Bund ermächtigt werden, Kredite aufzunehmen. Nach dem Grundsatz der Gesamtdeckung dienen im allgemeinen Haushalt dagegen alle Einnahmen als Deckungsmittel für alle Ausgaben (§ 8 BHO). Die Haushalte von Bund und Ländern sind seit Einführung der Schuldenbremse grundsätzlich ohne Einnahmen aus Krediten auszugleichen (Art. 109 Abs. 3 Satz 1 GG); die Einnahmen sollen vielmehr aus dem allgemeinen Steueraufkommen generiert werden.
Bei Sondervermögen brauchen nur die Zuführungen oder die Ablieferungen in den Haushaltsplan eingestellt zu werden (Art. 110 Abs. 1 Satz 1 HS 2 GG). Sondervermögen dürfen jedoch – wie der Haushaltsplan selbst – nur durch Gesetz errichtet werden und unterliegen der Kontrolle durch den Bundestag, den Bundesrat und den Bundesrechnungshof (Art. 114 GG). Sie werden entsprechend den Vorschriften der Bundeshaushaltsordnung (BHO) aufgestellt und bewirtschaftet (§ 113 BHO).
Der Begriff Sondervermögen gilt als Euphemismus, da mit dem Wort die eigentliche Bedeutung, nämlich Schulden, verschleiert wird.

## Haushaltsverfassungsrechtliche Bedeutung
Das Grundgesetz (GG) schreibt in Art. 110 GG verschiedene haushaltsrechtliche Grundsätze fest; dieser Artikel ist die zentrale Vorschrift des parlamentarischen Budgetrechts. Die Kompetenz zur Feststellung des Haushaltsplans steht ausschließlich dem Gesetzgeber zu (parlamentarisches Budgetrecht). Die Grundsätze der Vollständigkeit des Haushaltsplanes und der Grundsatz der Haushaltseinheit füllen dieses Budgetrecht aus.
Zu den in den Staatshaushalts-Etat aufzunehmenden „Einnahmen und Ausgaben des Bundes“ im Sinne von Art. 110 Abs. 1 Satz 1 HS 1 GG gehören nach traditionellem Verfassungsverständnis die „Einnahmen und Ausgaben derjenigen zu besonderen Zwecken bestimmten Fonds, über welche dem Staate allein die Verfügung zusteht, sofern diese Fonds nicht juristische Persönlichkeit besitzen.“
Nach dem Grundsatz der Vollständigkeit sind im Haushaltsplan alle im Haushaltsjahr voraussichtlich zu erwartenden Einnahmen und Ausgaben zu veranschlagen, so dass keine voraussichtliche Einnahme oder Ausgabe bewusst außer Ansatz bleiben darf (§ 11 BHO). Das Vollständigkeitsprinzip soll eine umfassende Kontrolle der Haushaltsplanung sichern.
Mit dem Grundsatz der Haushaltseinheit soll eine umfassende Übersicht über die Bundesfinanzen erreicht werden. Deshalb sind die Einnahmen und Ausgaben des Bundes in einem einzigen Haushaltsplan zu veranschlagen. Für die Rechnungsperiode dürfen nicht zwei oder mehrere Haushaltspläne aufgestellt oder Teile des Haushaltsplans verselbständigt werden. Der Grundsatz der Haushaltseinheit verbietet ebenso wie das Gebot der Vollständigkeit die Bildung von sog. Schattenhaushalten.
Ausnahmsweise sind nur die in Art. 110 Abs. 1 Satz 1 Halbsatz 2 GG genannten Nebenhaushalte (Bundesbetriebe und Sondervermögen) zulässig.
Sondervermögen des Bundes sind abgesonderte Teile des Bundesvermögens, die ausschließlich zur Erfüllung einzelner begrenzter Aufgaben des Bundes bestimmt sind und daher von dem sonstigen Bundesvermögen getrennt verwaltet werden. Da sie einer eigenständigen Wirtschafts- und Rechnungsführung bedürfen, werden Sondervermögen zwangsläufig außerhalb des Bundeshaushalts bewirtschaftet.
Die Durchbrechung der Grundsätze der Haushaltseinheit und Haushaltsvollständigkeit muss durch hinreichend gewichtige verfassungsrechtliche Gründe gerechtfertigt sein.
Ein zwingender Grund für die Bildung eines Sondervermögens ist vor allem gegeben, wenn eine gesonderte Mittelverwaltung aufgrund rechtlicher Verpflichtung unabweisbar vorgegeben ist. Ein Beispiel ist das ERP-Sonderkonto für die amerikanischen Hilfeleistungen zum Wiederaufbau nach dem Zweiten Weltkrieg.
Das Bundesverfassungsgerichtsurteil zur Schuldenbremse vom 15. November 2023 (auch als „Haushaltsurteil“ bezeichnet) begrenzte die Möglichkeit, durch Fonds, Sondervermögen und Umschichtungen die Schuldenbremse zu umgehen. Nach dem Urteil kündigte die Bundesregierung an, jedes einzelne Sondervermögen daraufhin zu überprüfen, ob das Urteil auch darauf anzuwenden sei.

## Sondervermögen des Bundes
Es wird unterschieden zwischen Sondervermögen, die über den Bundeshaushalt oder andere Einnahmen mitfinanziert werden, und Sondervermögen mit eigener Kreditermächtigung. Für Sondervermögen werden Kredite des Bundeshaushalts erst in dem Jahr aufgenommen, in dem die Ausgaben tatsächlich getätigt werden. Die Kreditaufnahme der Sondervermögen trägt zur Staatsverschuldung Deutschlands bei. Die Obergrenze für die Nettokreditaufnahme im Sinne der Schuldenbremse gilt indessen auch für die Sondervermögen des Bundes, die ab 1. Januar 2011 errichtet worden sind. Seitdem „können die Regelgrenzen des Artikels 115 nicht mehr durch die Einrichtung von Sondervermögen mit eigener Kreditermächtigung überschritten werden.“

### Durch Bundeszuschüsse mitfinanzierte Sondervermögen
Zu den durch Bundeszuschüsse mitfinanzierten Sondervermögen gehören:
- ERP-Sondervermögen (seit 1953)[23]
- Bundeseisenbahnvermögen (seit 1. Januar 1994)[24]
- Entschädigungsfonds für Ansprüche nach dem Gesetz zur Regelung offener Vermögensfragen (seit 1994)[25]
- Entschädigungseinrichtung der Wertpapierhandelsunternehmen (seit 1998)[26]
- Deutscher Binnenschifffahrtsfonds (seit 1999)[27]
- Sondervermögen Kinderbetreuungsausbau (2007–2015)[28]
- Versorgungsrücklage und Versorgungsfonds des Bundes gem. § 2, § 14 des Versorgungsrücklagegesetzes (seit 1998)
- Versorgungsfonds der Bundesagentur für Arbeit gem. § 366a SGB III (seit 2008)
- Vorsorge für Schlusszahlungen für inflationsindexierte Bundeswertpapiere (seit 2009)[29]
- Energie- und Klimafonds (seit 1. Januar 2011)

### Sondervermögen mit Kreditermächtigung
Die Sondervermögen mit Kreditermächtigung sind:
- Finanzmarktstabilisierungsfonds (FMS)[30] (seit 18. Oktober 2008); Kreditermächtigung: 90 Mrd. Euro. Am 31. Dezember 2020 hatte der FMS Schulden in Höhe von insgesamt 55,48 Mrd. Euro.
- Investitions- und Tilgungsfonds (ITF)[31] (seit 6. März 2009); Kreditermächtigung: 25 Mrd. Euro. Am 31. Dezember 2020 hatte der ITF Schulden in Höhe von 16,00 Mrd. Euro.
- Restrukturierungsfonds (RSF)[32] (seit 31. Dezember 2010). Am 31. Dezember 2020 hatte der RSF keine Schulden.
- Wirtschaftsstabilisierungsfonds (WSF)[33] (seit 28. März 2020); Teil des staatlichen Schutzschildes gegen die wirtschaftlichen Folgen der Corona-Pandemie; Kreditermächtigung: insgesamt 150 Mrd. Euro,[34] Garantierahmen für Kreditbürgschaften: 400 Mrd. Euro.[35]

#### Sondervermögen Bundeswehr
Bereits im Weißbuch 2016 war die Bundesregierung nach einer Konzentration auf friedenssichernde Einsätze der Bundeswehr außerhalb des Bündnisgebiets zur Landes- und Bündnisverteidigung als künftige sicherheitspolitische Aufgabe der Bundeswehr zurückgekehrt. Nicht zuletzt auch im Hinblick auf den russischen Überfall auf die Ukraine im Februar 2022 werden mit dem „Sondervermögen Bundeswehr“ einmalig 100 Mrd. Euro „zur Stärkung der Bündnis- und Verteidigungsfähigkeit und Finanzierung bedeutsamer Ausrüstungsvorhaben, insbesondere komplexer überjähriger Maßnahmen“ bereitgestellt.
Zur Deckung der Ausgaben des Sondervermögens wurde das Bundesministerium der Finanzen ermächtigt, Kredite bis zur Höhe von 100 Milliarden Euro aufzunehmen. Diese Kreditermächtigung entspricht einem Neukredit im Maßstab des doppelten Verteidigungsetats. Die Kosten der Kreditaufnahme sind vom Sondervermögen zu tragen. Auf die Kreditermächtigung sind Art. 109 Abs. 3 und Art. 115 Abs. 2 GG nicht anwendbar, d. h. die Kreditermächtigung ist von den Kreditobergrenzen der sog. Schuldenbremse ausgenommen. Die Tilgung der Schulden muss spätestens am 1. Januar 2031 beginnen.
Die Gesetzentwürfe der Bundesregierung zur Errichtung eines „Sondervermögens Bundeswehr“ und der damit zusammenhängenden Änderung des Grundgesetzes waren bei einer Expertenanhörung im Haushaltsausschuss unterschiedlich bewertet worden. Am 3. Juni 2022 wurden vom Bundestag das Bundeswehrsondervermögensgesetz in der Fassung der Beschlussempfehlung des Haushaltsausschusses und die Änderung des Art. 87a GG beschlossen. In seiner Sitzung am 10. Juni 2022 stimmte der Bundesrat der Grundgesetzänderung zu (Art. 79 Abs. 2 GG). Art. 87a Abs. 1a GG trat am 1. Juli 2022 in Kraft.
Mit dem Bundeswehrbeschaffungsbeschleunigungsgesetz sollen „der Modernisierungsstau abgebaut und die Bundeswehr zeitgemäß ausgerüstet werden.“ Das Beschaffungswesen der Bundeswehr soll optimiert werden, indem es dem Bundesministerium der Verteidigung und seinem Geschäftsbereich als Auftraggeber ermöglicht wird, für einen beschränkten Zeitraum vergaberechtliche Erleichterungen zur Beschleunigung der Vergabe öffentlicher Aufträge anzuwenden.
Der Wirtschaftsplan als Anlage zum Errichtungsgesetz gibt einen Überblick über die geplanten Anschaffungen (§ 5 BwFinSVermG). Mit 33,4 Mrd. Euro werden Beschaffungen im Bereich der Luftwaffe der größte Ausgabeposten der nächsten Jahre sein. Weitere Vorhaben sollen unter anderem die Entwicklung und der Kauf des Eurofighter ECR sowie der Kauf von F-35 als Nachfolger des Tornados sein. Der Verteidigungsbereich „Land“ erhält laut Wirtschaftsplan 16,6 Milliarden Euro, auf den Bereich „See“ entfallen 8,8 Milliarden Euro. 20,8 Milliarden Euro können für Beschaffungen im Komplex „Führungsfähigkeit und Digitalisierung“ verwendet werden.

#### Sondervermögen Infrastruktur und Klimaneutralität
Im Zuge der Sondierungen zur Regierungsbildung nach der Bundestagswahl 2025 gaben CDU/CSU und SPD am 4. März 2025 bekannt, ein zweites „Sondervermögen Infrastruktur Bund/Länder/Kommunen“ in Höhe von 500 Milliarden Euro auf den Weg bringen zu wollen. Dies soll über eine Laufzeit von 10 Jahren Investitionen in die Verkehrs-, Krankenhaus-, Energie-, Bildungs-, Betreuungs- und Wissenschaftsinfrastruktur, in den Zivil- und Bevölkerungsschutz, in Forschung und Entwicklung sowie Digitalisierung finanzieren. 100 Milliarden sollen davon an Länder und Kommunen fließen. Zusätzlich wurden weitere Ausnahmen von der Schuldenbremse für den Verteidigungshaushalt und die Bundesländer vereinbart.
Die Grünen forderten als Bedingung für ihre Zustimmung, die für eine Zweidrittelmehrheit notwendig ist, dass ein Teil des Geldes auch in Klimaschutzmaßnahmen fließt. Am 14. März einigten sie sich mit CDU/CSU und SPD darauf, dass 100 Milliarden des Sondervermögens in den Klima- und Transformationsfonds fließen soll und explizit der Erreichung der Klimaneutralität bis 2045 dienen soll. Zudem wurde die Laufzeit auf 12 Jahre verlängert.
Prognosen rechnen allein durch das neue Sondervermögen mit einer Erhöhung der deutschen Schuldenquote (gemessen am BIP) um 10 Prozentpunkte. Zuzüglich zusätzlicher Investitionen in die Verteidigung, die in Zukunft von der Schuldenbremse ausgenommen werden sollen, bedeuten die Beschlüsse eine Mehrverschuldung von rund 1 Billion Euro. Zum Vergleich: Der gesamte deutsche Bundeshaushalt 2025 beträgt 488 Milliarden Euro und der Schuldenstand zum Beschlusszeitpunkt 2,5 Billionen Euro.
Im neuen Bundestag, der am 23. Februar 2025 gewählt wurde, haben AfD und Linke zusammen eine Sperrminorität bei Grundgesetz-Änderungen. Das Sondervermögen wurde jedoch noch vor dessen Konstituierung, also im alten Bundestag der 20. Wahlperiode, beschlossen. Am 18. März 2025 passierte das Gesetz den Bundestag mit den Stimmen von CDU/CSU, SPD und Grünen; FDP, Linke, BSW und AfD stimmten dagegen. Gleichzeitig wurde auch eine Reform der Schuldenbremse beschlossen. Der Bundesrat stimmte der Grundgesetzänderung am 21. März 2025 zu.

### Ehemalige Sondervermögen
Zu den ehemaligen Sondervermögen des Bundes gehören:
- Deutsche Bundesbahn (bis 31. Dezember 1993, im Bundeseisenbahnvermögen aufgegangen)[60]
- Deutsche Bundespost (seit 1989 drei Teilsondervermögen, 1994 in die Aktiengesellschaften Deutsche Post AG, Deutsche Postbank AG und Deutsche Telekom AG übergegangen)[61]
- Deutsche Reichsbahn (bis 31. Dezember 1993, im Bundeseisenbahnvermögen aufgegangen)[60]
- Erblastentilgungsfonds (1995–2015);[62] in ihn wurden die Altschulden der ehemaligen DDR, die Schulden der Treuhandanstalt und ein Teil der Altschulden der ostdeutschen kommunalen Wohnungswirtschaft eingestellt
- Fonds Deutsche Einheit (bis 2004, Verbindlichkeiten in den allgemeinen Bundeshaushalt integriert)

## Sondervermögen der Länder und Gemeinden
Auch die Landesverfassungen enthalten Vorschriften über Sondervermögen, die Gemeindeordnungen regeln die kommunalen Sondervermögen.

### Hessen
Das anlässlich der COVID-19-Pandemie in Hessen verabschiedete Gesetz über das Sondervermögen „Hessens gute Zukunft sichern“ vom 4. Juli 2020 wurde zwar vom Hessischen Staatsgerichtshof für verfassungswidrig, aber bis zum 31. Dezember 2021 für weiter anwendbar erklärt.

### Nordrhein-Westfalen
- Bau- und Liegenschaftsbetrieb Nordrhein-Westfalen (seit 1. Januar 2001)[66]
- Zukunftsinvestitions- und Tilgungsfonds Nordrhein-Westfalen in NRW errichtetes Sondervermögen zur Verwaltung der Mittel aus dem Sondervermögen „Investitions- und Tilgungsfonds“ des Bundes[67]
- Pensionsfonds des Landes Nordrhein-Westfalen Sondervermögen zur Vorsorge für die Versorgungsausgaben[68]

#### Ehemalige Sondervermögen
Zu den ehemaligen Sondervermögen des Landes Nordrhein-Westfalen zählt:
- Tierseuchenkasse Nordrhein-Westfalen (zum 1. Januar 2007 an die Landwirtschaftskammer Nordrhein-Westfalen übertragen[69])